# Fondation française pour la recherche sur l'épilepsie
 (février 2012).
Si vous disposez d'ouvrages ou d'articles de référence ou si vous connaissez des sites web de qualité traitant du thème abordé ici, merci de compléter l'article en donnant les références utiles à sa vérifiabilité et en les liant à la section « Notes et références ».
La Fondation française pour la recherche sur l’épilepsie (FFRE), est une fondation de plein exercice, reconnue d'utilité publique, entièrement consacrée à l'épilepsie.

## Présentation
Créée en 1991, à l'initiative de Bernard Ésambert, président de la Fondation, assisté de Jean-Paul et Claire Cachera et de Pierre Jallon, vice-président de la Fondation, la FFRE est une fondation de plein exercice, reconnue d'utilité publique et habilitée à recevoir des fonds en provenance des particuliers ou des entreprises, sous forme de dons, legs ou donation.
Ses missions :
- Financer des projets de recherche permettant de faire avancer la connaissance de la maladie et sa prise en charge[3]
- Informer les patients, démystifier la maladie auprès du grand public et des pouvoirs publics[4]
- Accompagner les malades et leurs familles dans leurs parcours
- Participer à la réflexion menée avec les pouvoirs publics pour une meilleure prise en charge de l'épilepsie[5],[6]

Ces actions sont généralement menées en partenariat avec des instances publiques (ministère de la Santé (France) et d'autres associations et structures telles que la Fondation IDEE ou la LFCE (Ligue française contre l'épilepsie).
La Fondation lance des appels à la générosité du public et des campagnes d’information sur la maladie afin de collecter des fonds pour financer des projets de recherche 

## Missions

### Soutenir et promouvoir la recherche sur les épilepsies
La FFRE soutient la recherche médicale sur l’épilepsie sous toutes ses formes par l’octroi de crédits de recherche pour des projets originaux présentés par des épileptologues et des chercheurs français ou étrangers.
Chaque année, des appels à projet sont ainsi lancés par la Fondation auprès des chercheurs et cliniciens,  et les projets retenus examinés par les 12 membres du conseil scientifique de la Fondation, qui les soumet au financement des 12 membres du conseil d’administration. Les travaux financés font l’objet d’un suivi.
Les montants accordés vont de 10 000 à 160 000 euros par projet, et portent aussi bien sur la génétique, les épilepsies pharmaco-résistantes, les épilepsies de l’enfant, les troubles associés à l’épilepsie (stress, dépression), l’acquisition de matériel hospitalier

### Informer et lutter contre les idées reçues
Pour faire cesser les discriminations dont sont trop souvent victimes ceux qui souffrent d’épilepsie, il est nécessaire de mieux faire connaître la maladie afin de combattre les idées reçues.
Pour vaincre les tabous, nous agissons toujours plus !
- Actions de communication

Nous réalisons des événements (campagnes, concerts, dîners…) pour informer le grand public, les médias et les pouvoirs publics, et en même temps lever des fonds pour l’épilepsie.
- Diffusion de documentation

Nous publions un large choix de dépliants, ouvrages, plaquettes, livres témoignages, destinés au grand public, aux malades et à leur entourage.
- La revue semestrielle Recherches & Perspectives

Ce magazine fait le point sur l'actualité, les avancées de la recherche sur l'épilepsie, le vécu des patients, notamment par des dossiers thématiques de fond. Un message d'espoir pour les malades et leurs familles, une source d'informations pour les donateurs et les médias, une piqûre de rappel pour les pouvoirs publics.
- Brochure La news

En plus de Recherches & Perspectives, ce 4 pages qui paraît au printemps et à l’automne explique les projets de recherche financés et permet à la FFRE de partager avec ses donateurs les actualités relatives à l’épilepsie. 

### Contribuer au soutien des malades et de leurs familles
Plateforme intermédiaire entre les patients, leurs familles et les médecins, la FFRE a à cœur d’être disponible pour les patients et leurs familles et de les accompagner dans le processus global de prise en charge.
La FFRE accompagne, les patients et leur famille en les orientant, écoutant, informant, par téléphone et par mail dès qu’ils contactent la Fondation.
La FFRE lutte, en lien avec tous les acteurs de l’épilepsie pour que les personnes souffrant d’épilepsie jouissent de tous leurs droits dans la société, à l’école comme au travail. Elle encourage en particulier la réflexion menée par les pouvoirs publics pour une meilleure prise en charge de la maladie.

### Participer à la réflexion menée avec les pouvoirs publics pour une meilleure prise en charge de l'épilepsie
La FFRE coordonne depuis octobre 2015 une « Task force épilepsie ». Cette « Task force épilepsie » réunit aux côtés de la FFRE, la Ligue française contre l’épilepsie (neurologues épileptologues) la Société française de neurologie, la Société française de neuropédiatrie, la Fédération française de neurologie et les associations de patients réunies au sein du Comité national pour l’épilepsie.
Elle s’est donné trois missions :
- Revaloriser l’EEG. Cet examen, le seul permettant un diagnostic précis de l’épilepsie était de moins en moins pratiqué, pour différentes raisons. Deux nouveaux actes ont été proposés, pour une mise en application à la rentrée 2017. Des résultats qui sont liés aussi à une collaboration parfaite entre tous les professionnels de santé concernés par ce sujet.
- Organiser la filière de soins « épilepsie ». L’ensemble des acteurs de la « Task force épilepsie » ont élaboré un document explicitant et décrivant ce que devrait être la filière de soins du patient épileptique, filière jusqu’à ce jour non organisée. Ce document a été présenté au cabinet de la ministre de la Santé et au Directeur général de la Santé et a reçu un accueil très favorable. Signe qu’enfin l’épilepsie et ses déficiences de prise en charge sont prises en compte par les pouvoirs publics. Un comité de pilotage « épilepsie », réunissant la DGS et toutes les administrations concernées va donc démarrer et travailler concrètement à la mise en place de cette filière de soins.
- Permettre une scolarité épanouie et non discriminée aux enfants concernés par la maladie. Le cabinet de la Ministre de l’Éducation Nationale avait souhaité mettre en place autour de la FFRE un groupe de travail « épilepsie » pour rédiger un document « Accueillir et accompagner un élève atteint d’épilepsie » permettant au personnel enseignant de mieux gérer et faire accepter ces enfants. Ce document a été mis à disposition de tous les enseignants de France.

## Recherche
Les grands domaines de recherches financés par la FFRE sont les suivants :
- génétique,
- épidémiologie,
- mécanismes des crises,
- anomalies des récepteurs et de la neurotransmission,
- imagerie cérébrale,
- troubles cognitifs.

Les recherches continuent activement et ont d'ores et déjà ouvert de nombreuses pistes. En 2011, La FFRE a 20 ans. À cette occasion, la Fondation a mis en place de nombreuses actions de communication tout au long de cette année dans le but de promouvoir la maladie et la Recherche. 
Parmi ces actions, la Fondation a organisé un festival de théâtre intitulé « Festival Epsilone Créations ». Ce Festival a permis de rassembler de nombreuses personnes touchées ou non par la maladie, à l'occasion d'une soirée de spectacle. Il a engendré de nombreuses retombées presse. 

## Publication
La FFRE publie un journal semestriel, Recherches & Perspectives, qui fait le point sur l'actualité et la recherche sur l'épilepsie. Un message d'espoir pour les malades et leurs familles, une source d'informations pour les donateurs et les médias, une piqûre de rappel pour les pouvoirs publics.
Tous les ans, en début d’année, la Fondation lance un appel à projets de recherche auprès de la communauté des épileptologues, chercheurs et cliniciens. Elle s’organise autour d’un conseil d’administration, d’un conseil scientifique et d’une équipe de permanents.
La FFRE œuvre au sein du Comité national pour l’épilepsie (CNE).